# 伊智生士冶
伊智 生士冶（いち ふじや、1978年10月12日 - ）は、日本の男性声優、舞台俳優。スタイルキューブ所属。愛知県出身。血液型はO型.。身長170cm。

## 略歴
2002年に劇団鴉霞（からすか）を旗揚げし、初代団長を務めるが、第三回公演で団長を勇退。舞台では破天荒で型破りなキャラ作りと奇想天外なメイクにより、ずるい笑いのとり方をして人気を博する。茶番や道化を演じる一方では、主演で男前キャラを演じたりもする。そのあまりのギャップから同一の役者だと気付かれないことが多々ある。2010年に劇団鴉霞を退団。それまでは看板俳優だった。現在はスタイルキューブ（元スタジオキューブ）所属のタレントであり、声優、舞台俳優として活動。

## 出演作品
※太字は、主役・メインキャラクター

### テレビアニメ
- この中に1人、妹がいる!（生徒）

### ゲーム
- ニンテンドーDS「タッチでズノーDS」
- Wii「ミブリー&テブリー」
- PC「超昂閃忍ハルカ」（タカマル、ノロイ 他）
- PS3「龍が如く4」（西郷大二郎 他）
- アーケード「戦国大戦-1560 尾張の風雲児-」（織田信長、馬場信春 他）
- アーケード「戦国大戦-1570 魔王上洛す-」（朝倉景健、山県昌景、島左近 他）
- アーケード「戦国大戦-15XX 五畿七道の雄-」（毛利元就、龍造寺隆信 他）
- アーケード「戦国大戦-1582 日輪、本能寺より出ずる-」
- アーケード「戦国大戦-1590 葵 関八州に起つ-」（春日元忠、三好長治 他）
- アーケード「戦国大戦-1477 破府、六十六州の欠片へ-」（板垣信方、龍造寺家兼 他）
- XBOX・PC　ダウンロード専用「Orcs Must Die!」（主人公ウォーメイジ）
- PSP「クロヒョウ2」（佐々木孝 他）
- PC　ダウンロード専用「Orcs Must Die!2」（主人公ウォーメイジ）
- PS Vita「月英学園 -kou-」（久遠院倭人　他）[1]
- フェアリーフェンサー エフ
- 共闘ことばRPG コトダマン[2]（ヨモツヒラサカ、ゑいゆう 他）
- LOST EPIC（2022年、不思議な黒猫[3]）

### ナレーション
- 電撃PS2付録DVDスーパープレー特集
- PS2ソフト・CM ビーストサップ
- TSUTAYAオンライン すんげー10本。PS3

### 吹き替え
- ザ・ダークウォーター
- ナックルダスター
- プリズン・エスケープ （マラカイ）
- 処刑山-デッド・スノウ- （ベガード）

### CDドラマ
- ヴィジュアルブックCDドラマ「クイーンズブレイド美闘士列伝・武者巫女絵巻」（下忍B）

### その他
- 「ファイナルファンタジーVII アドベントチルドレン」 ヴェネチア国際映画祭上映レポート ヴォイスオーバー
- 「CLINIQUE」PV ヴォイスオーバー
- パチスロ「ジ・アマゾンロード」
- パチスロ「MAX448」

### 舞台
- 劇団鴉霞の公演
  - 「BAD TRIP!」（ドクター）
  - 「SYMPATHY FOR THE DEVIL」（竜彦）
  - 「ヘクセンクロイツ-魔女の十字架-」（バルドー）
  - 「Junk Star」（三千院薔薇男、三千院羅鞭打）
  - 「ウソノコトノハ」（ゴンベエ、皇豪）神楽坂演劇祭・優秀個人賞受賞
  - 「名探偵真田完佑-夕凪のわらべ唄-」（陰陽師、金田一金一郎）
  - 「salvage-深海の記憶-」（謎の米兵）
  - 「グッドファーザー！」（昴さん）
  - 「虚ろの姫と害獣の森」（メガネ、クロウ）
  - 「幻影の朧桜-名探偵吾妻京四郎の事件簿-」（吾妻京四郎）
  - 「永遠にムーン」（名茂納木博士）
- ELEGY KING STOREの公演
  - 「螺旋の夜叉」（夜月丸）
  - 「ヘクセンクロイツ-復讐の聖女-」（ベルーゼ）
  - 「鬼泪-キルイ-」（温羅）
  - 「紅蓮の果てに継ぎし者」（布里）
  - 「アメノクサリ」（仙崎匠）
  - 「羅城の蜘蛛」（酒顛）
- その他の公演
  - 「沖縄はるかに」
  - 「アリ王」
  - 「煌！第9公國物語」 （虎十郎）
  - 「元帥・鳶丸のメトロノーム忠臣蔵」（虎十郎）
  - 「煌鬼！KIBA王国物語」（虎十郎）
  - 「白塗り学園危機一髪-夜桜家の陰謀-」
  - 「マジカルスクリーン大作戦-キャプテン9×9の野望-」（虎十郎）
  - THEちょんまげ軍団SUPER「伊達政宗」（片倉景綱）
  - THEちょんまげ軍団SUPER「真田黙示録」（霧隠才蔵）
  - 劇団東京都鈴木区「無気力宇宙船メロディライナー55号」（毒島茂）
  - 劇団東京都鈴木区「時給探偵」（日替わりゲスト）
  - 「しまじろうサンタクロースのおんがくかい」（マペットの声）
  - 劇団第14帝國「第14帝國物語」（伊智中尉）
  - 劇団第14帝國「ライヒスリッター・ハーフ」（伊智中尉）
  - 劇団東京都鈴木区「ヒーロー ア ゴーゴー!」（瀧涼児）
  - シザーブリッツ「グッドファーザー」（昴さん）
  - 激嬢ユニットバス「シュレディンガーの猫たち」（日替わりゲスト）
  - 空飛ぶ猫☆魂「ゴールデン バード バラード」（六田風太）
  - THE☆JACABAL'S「国定忠治!The show must go on!」（滝廉太郎）
  - 劇団東京都鈴木区「ラストオーダー90分」（鯖乃麹毛造）
  - 空飛ぶ猫☆魂「8月のウィークエンドプロフェシー」（万代）
  - イヌッコロVSシザーブリッツ・デュエル公演「ご町内デュエル」（座長）
  - 男〆天魚「愛の街 〜すべての人には影がある〜」（東雲星矢）
  - 劇団東京都鈴木区＠チームおないどしの四人芝居「ヨンコマ。」（よっつん）
  - THE☆JACABAL'S「道雪」（由布惟信）

### ラジオ
- 文化放送超!A&G+「杉田智和のアニゲラ!ディドゥーーン」第163回ゲスト
- アニたまどっとコム「まじぽん！」第228、229、235、236回ゲスト